# Vindfang
Vindfang er et mindre gennemgangsrum i forbindelse med en indgangsdør til et hus. Rummet fungerer som en sluse og formålet er at reducere husets varmetab, ved at hindre vind, kulde og fugtighed i at trænge direkte ind i bygningen og derved undgå træk.
Vindfanget kan også være en udbygning foran indgangsdøren, hvor væggene fungerer som vindskærm. Vindfanget bruges ofte til lidt grovere fodtøj og jakker.
Et bislag (norsk og svensk betegnelse) eller veranda, er et andet ord for vindfang. Det er en udbygning (vedhæftning eller tilbygning) ved husets yderdør. Funktionen er ligesom vindfang at skærme yderdøren og dæmpe træk ind i huset. Bislaget kan være med delvist åbne sider, så den er mindre effektiv. Bislag forekommer hyppigt i norsk og svensk træbygningskultur.
Udhæng (baldakiner) over husets indgangsdør er også en vejrbeskyttelse. Den beskytter mod slagregn på selve døren, samt personer der venter udenfor.